# خانه (فیلم ۲۰۱۵)
خانه (انگلیسی: Home) یک پویانمایی در سبک کمدی به کارگردانی تیم جانسون است که در سال ۲۰۱۵ منتشر شد. از صداپیشگان آن می‌توان به جیم پارسونز، ریانا و جنیفر لوپز اشاره کرد.

## داستان
در کمال تخیل، گروهی از نژادهای بیگانه به نام بوو (Boov) به رهبری کاپیتان اسمک (Smek) از ترس بزرگترین دشمنشان به نام گورگ، با فرار به زمین می‌خواهند که قسمت اعظم زمین را از موجودات دیگر پاکسازی کرده و زمین را خانه خود کنند. آن‌ها نقطه به نقطه شروع به جابجا کردن بشر زمینی می‌کنند. در این میان یک دختر باهوش و تند و تیز به نام تیپ که از کاروان انسان‌ها جا مانده‌است به همراه یک بوو متفاوت و خوش قلب به نام Oh برای جلوگیری از تصرف فضایی‌ها کارهایی انجام می‌دهند و هر دو باهم در جستجوی مادر تیپ از آمریکا رهسپار آنسوی کرهٔ زمین (استرالیا) که تبعیدگاه انسان هاست می‌شوند اما…